# Mosjna (vattendrag i Vitryssland)
Mosjna (ryska: Мошна) är ett vattendrag i Belarus.   Det ligger i voblasten Vitsebsks voblast, i den nordöstra delen av landet, 230 km nordost om huvudstaden Minsk.
I omgivningarna runt Mosjna växer i huvudsak blandskog. Runt Mosjna är det glesbefolkat, med 15 invånare per kvadratkilometer.